# Tünel

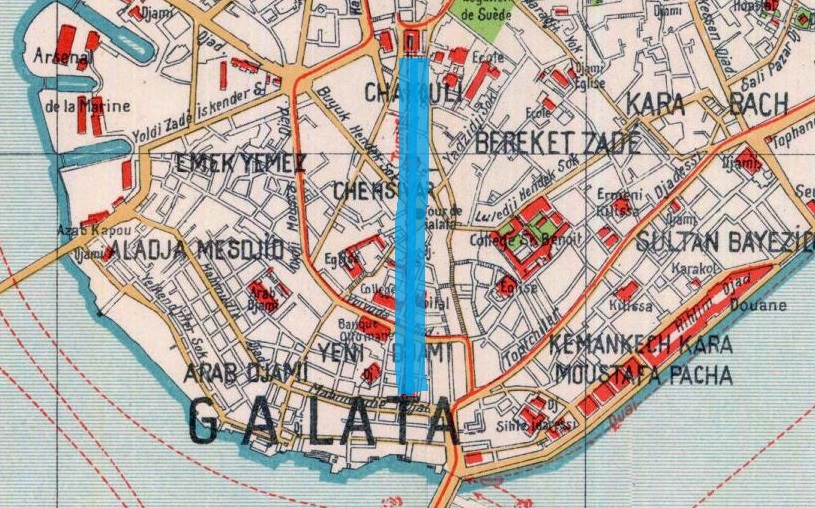
Mapa de Gálata de 1922 com o percurso do Tünel

O Tünel (trad. do turco: "túnel") é uma linha ferroviária subterrânea em Istambul, Turquia. É um funicular com 573 metros de comprimento, que liga duas estações, uma em Karaköy, perto da embocadura do Corno de Ouro e da Ponte de Gálata, e a outra no alto da colina de Beyoğlu, junto à Torre de Gálata. Inaugurado em 17 de janeiro de 1875, o Tünel é uma das quatro linhas ferroviárias subterrâneas urbanas mais antigas do mundo, a seguir aos metropolitanos de Londres (1863), Nova Iorque (1868) e ao funicular de Lyon (1862).
Atualmente é usada diariamente por 15 000 passageiros e são percorridos anualmente 37 000 km em 64 800 viagens.

## História
A linha foi originalmente concebida pelo engenheiro francês Eugène-Henri Gavand em 1867. O seu objetivo era facilitar o transporte entre os bairros de Pera (Beyoğlu) e Gálata (Karaköy), ambos na parte mais modernizada e ocidentalizada de Istambul, na margem norte do Corno de Ouro. Havia muitas pessoas que trabalhavam nas zonas mais baixas ao nível do mar, e as suas casas situavam-se a 60 metros de altitude. A única rua direta, a Yüksek Kaldırım é, como então, estreita e muito íngreme, com inclinações que chegam a 24%, o que impossibilitava o trânsito de veículos. Quando o Tünel foi construído era usada por 40 000 pessoas diariamente. Gavand concebeu o Tünel como "uma espécie de elevador" que tornaria a viagem muito mais fácil.
Dois anos depois, depois de muitas negociações, a 6 de novembro de 1869, Gavand recebeu autorização do sultão Abdulazize para iniciar a construção e uma concessão de exploração de 42 anos. Depois de encontrar financiamento estrangeiro, Gavand fundou a empresa "Ferrovia Metropolitana de Constantinopla" para levar a cabo o projeto. As obras arrancaram em 30 de julho de 1871, mas sofreram muitos atrasos devido a conflitos entre os donos dos terrenos e a empresa. O túnel só foi completado em dezembro de 1874 e a linha foi aberta ao serviço a 17 de janeiro de 1875.
Ao princípio muita gente hesitava em usar o serviço devido aos comboios circularem debaixo de terra. Para provar às pessoas que o sistema era seguro, foi adicionado um vagão para transporte de animais.
A empresa concessionário ganhou uma nova concessão válida por 75 anos em 1904, mas o Tünel foi nacionalizado em 1923, quando a república turca foi proclamada. Em 1939 foi integrado na nova empresa pública de transportes IETT (İstanbul Elektrik Tramvay ve Tünel). A linha foi modernizada e eletrificada em 1971. Atualmente, a pequena linha já não é tão vital para o tráfico do centro da cidade como era há um século, mas ainda faz parte da rede municipal de transportes públicos.

## Descrição

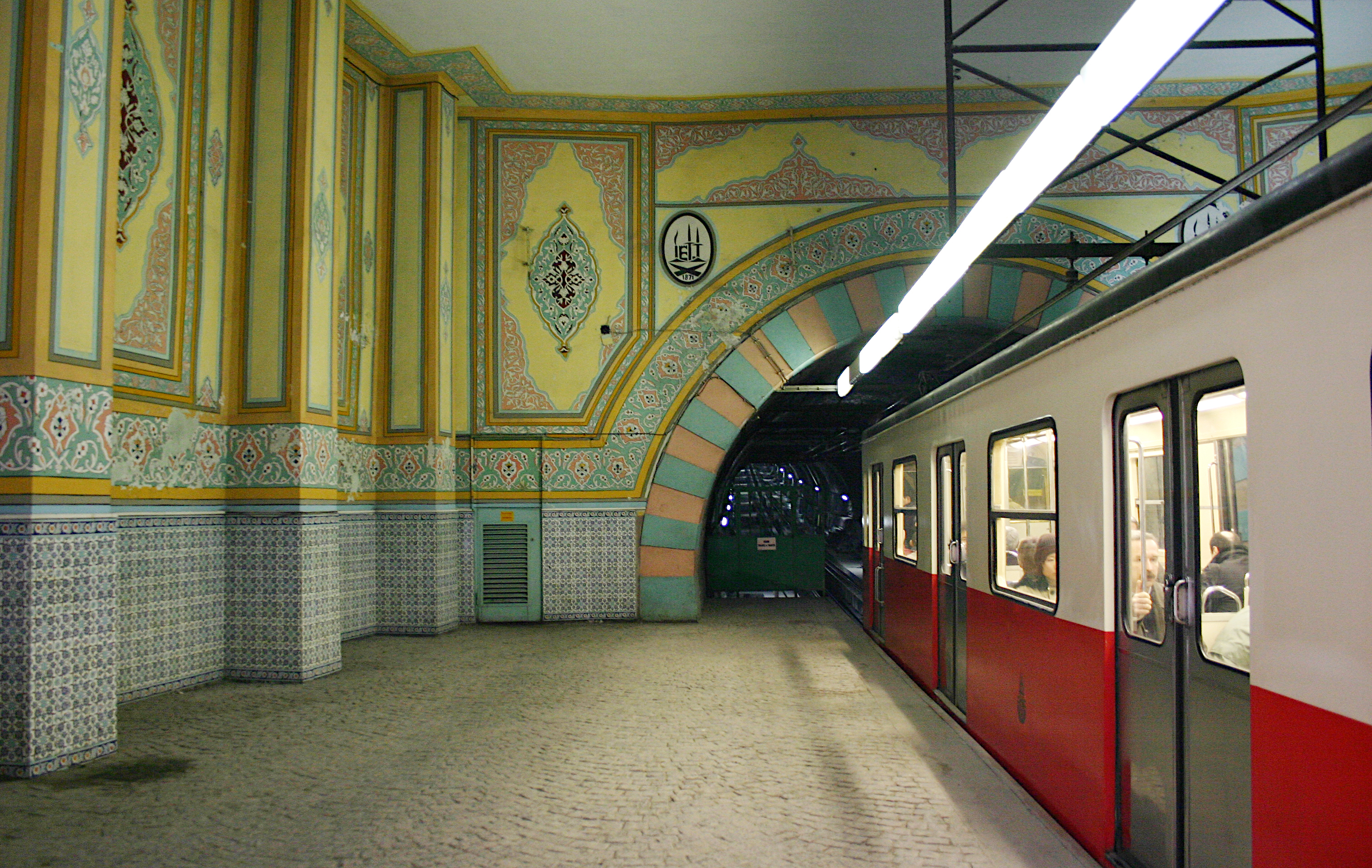
A estação de Tünel Meydanı

O Tünel consiste num túnel único revestido a tijolo, com 554,8 metros de comprimento, 6,7 m de largura e 4,9 m de altura. Em cada extremidade há uma estação. A estação mais baixa, chamada Karaköy, situa-se na extremidade leste da Avenida da Tersane e a estação superior, chamada de Tünel ou Tünel Meydanı (Praça do Tünel), situa-se na extremidade sul da Avenida İstiklal, a pouca distância da Torre de Gálata, um dos pontos de referência mais proeminentes naquela parte de Istambul. A estação superior situa-se 61,55 m mais alta que a inferior. A inclinação do túnel varia ao longo do percurso, desde 2% a 15%. Originalmente tinha duas vias paralelas mas atualmente tem apenas uma, exceto num curto troço em que tem duas, para que os dois comboios possam passar lado a lado.

### Comboios
Originalmente circulavam no Tünel dois comboios, cada um deles compostos por duas carruagens de madeira. Uma carruagem era reservada para passageiros, com duas classes, cada uma delas dividida em compartimentos destinados a separar homens e mulheres. A outra carruagem servia para transporte de mercadorias, animais e até carroças e charretes. A força motriz era fornecida por motores a vapor.
As carruagens de madeira foram substituídas em 1971 por veículos em aço com pneus. A velocidade média é cerca de 25 km/h. Uma viagem entre as duas estações dura cerca de um minuto e meio, a que se juntam cerca de dois minutos de espera para descida e subida de passageiros.